# Jocs dels Pontífexs
Els Jocs dels Pontífexs (en llatí: Ludi Pontificates) eren uns jocs romans. Aquest és el nom que li dona Suetoni, ja que altres autors parlen de Ludi Actiaci, perquè van ser instaurats per August en honor d'Apol·lo d'Àccium, després de la victòria a la batalla d'Àccium.
Es van celebrar per primera vegada a Roma l'any 28 aC, i consistien en curses de cavalls entre homes i joves patricis, competicions de gimnàstica i de vegades combats entre gladiadors. Es feien cada quatre anys, i generalment els administraven per torn cada un dels col·legis sacerdotals: el dels Pontífexs, el dels Àugurs, el dels Epulons i el dels quindecemviri sacris faciundis. De vegades els organitzaven els cònsols d'aquell any. Els primers els va organitzar Marc Vipsani Agripa, que era cònsol l'any 28 aC. Els altres per rotació dels col·legis. Plini el Vell registra els últims Jocs l'any 9, i no se'n torna a parlar fins a l'any 62, quan Tàcit diu que es van re-emprendre.
Gai Antisti Vet, que l'any 16 aC era magistrat monetari, va encunyar una moneda que fa referència a aquests jocs, on a l'anvers hi ha un sacerdot oferint un sacrifici i la inscripció pro valetudine Caesaris S. P. Q. R. A l'altra cara es veu Apol·lo fent també un sacrifici, amb la inscripció Apollini Actio.